# 林曼婷
林曼婷（1990年7月10日—），台灣女子足球運動員，花蓮縣光復鄉阿美族人，曾經效力於西班牙的瓦拉多利德女足隊，職司後衛。
2009年10月，林曼婷與楊雅涵獲中華民國足球協會推薦，到瓦拉杜立德進行測試，最後林曼婷擊敗來自非洲和加拿大的兩位競爭者雀屏中選，但月薪只有區區250歐元 。2010年1月，林曼婷正式與瓦拉杜立德簽約，成為其女足隊的一員，球隊為她取名Claire，背號9號。
2015年，和曾淑娥一起到法國阿爾比隊測試，成功爭取到一季的合約。

## 個人生活
林曼婷的姊姊林瓊鶯也是足球員，主司後衛、也是國家隊主力成員，姊妹倆曾經同場為國家隊進球，並同時在海外效力都為歷史紀錄。

## 外部連結
- 林曼婷 （页面存档备份，存于）在soccerway.com的球員資料
- ASPTT Albi球員介紹頁面 （页面存档备份，存于）